# PHANTOM BULLET
『PHANTOM BULLET』（ファントムバレット）は、広江礼威による日本の漫画作品。『コミックガム』（ワニブックス）にて短期集中連載された。単独の単行本は未刊行だが、『月刊サンデーGX』2003年8月号の別冊付録として全4話収録の冊子が付属したほか、2007年に発売された作者の画集『Barrage 広江礼威アートワーク集』にも全話が収録されている。
作者は『サンデーGX』の冊子コメントにおいて、クトゥルー神話が好きだったため、ホラーまでいかずともアクションホラー的な作品を目指して執筆した作品であり、他の漫画とは違う見せ方で“人間を越えたもの”を表現したかったと述べている。

## 物語
1944年のポーランド、母親をナチスドイツの兵隊に射殺された少女イルサは、かつて教会の神父が所持していた“混沌の書”によって謎の男と契約を交わして復讐を目論むが、それと同時期に一人の女が村へ訪れる。

## 登場人物
収穫の主（ロード・オブ・ハーヴェスト）
黒衣に身を包んだ女。拳銃使い（ガンスリンガー）を通り名とする。武器は二丁拳銃。
イルサ
ヴァドヴィツェ村に住む少女。母親を殺したナチスの兵隊に復讐を果たすため、ナイアルラトホテップと契約を結ぶ。子供の頃に読んだ絵本のイメージから生まれた影の龍（シャッテンドラッツェ）を従えて暴れまわるが、収穫の主と対峙する。
少佐
特別執行部隊（アイザッツグルツペ）を率いるナチスの指揮官。
バルクホルン大尉
ヴァドヴィツェ村に派遣されたナチスの兵隊の一人。収穫の主と出会い、事件の顛末を見届けることとなる。
這い寄る混沌（ナイアルラトホテップ）
“混沌の書”によって呼び出された存在。ヴァドヴィツェ村における事件の全てを裏から操っていた。